# Nœud atrioventriculaire
Le nœud atrio-ventriculaire (ou nœud d'Aschoff-Tawara ou noeud auriculo-ventriculaire) est un ensemble de cellules faisant partie du système de conduction du cœur. Il transmet l'impulsion de contraction musculaire entre les oreillettes et les ventricules via le faisceau de His.

## Anatomie
Le nœud atrio-ventriculaire est situé dans le septum atrio-ventriculaire au niveau du triangle du nœud atrioventriculaire, structure visible de l'atrium droit délimitée par la valvule septale de la valve tricuspide, l'ostium du sinus coronaire et le tendon de Todaro.
Il a une forme ovoïde de 5 à 7 millimètre de long, de 2 à 3 millimètre de large et de 1 à 2 millimètre d'épaisseur.
Il est constitué de cellules S intermédiaires.
Il est en continuité avec le faisceau de His au niveau du corps fibreux central du cœur.

## Vascularisation
Le nœud atrio-ventriculaire est vascularisé le plus souvent par le rameau du nœud atrio-ventriculaire de l'artère coronaire droite, plus rarement par le rameau du nœud atrio-ventriculaire de l'artère circonflexe du cœur.

## Physiologie
La dépolarisation qui naît du nœud sinusal à une fréquence de 70 par minute se propage de proche en proche dans les deux oreillettes avant de parvenir au nœud atrioventriculaire. Celui-ci transmet le signal vers le faisceau de His qui conduit l'influx électrique aux ventricules.
Le nœud atrioventriculaire impose un retard de 40 ms à la conduction de cette dépolarisation, ce qui laisse le temps à l'éjection du sang des oreillettes vers les ventricules avant que la contraction des ventricules n'ait lieu, afin que celle-ci soit efficace.

## Pathologie
Le bloc atrioventriculaire fait partie des troubles de conduction cardiaque. Les symptômes révélateurs peuvent comporter une lipothymie, une syncope ou une insuffisance cardiaque. À l'examen lorsque le bloc est présent il est possible de constater une bradycardie. C'est l'électrocardiogramme qui permet de porter le diagnostic et de classer le « degré » de l'atteinte. Les causes sont nombreuses, et le traitement spécifique est l'implantation d'un stimulateur cardiaque, en principe indiqué lorsqu'il s'agit d'un bloc symptomatique de haut degré sans cause réversible.